# Малин, Николай Иванович
Никола́й Ива́нович Ма́лин (27 ноября 1903, Тамбов — 7 августа 1973, Москва, СССР) — советский пловец и ватерполист, нападающий. Заслуженный мастер спорта СССР (1947), заслуженный тренер СССР. Судья всесоюзной категории по плаванию и водному поло (1955).

## Биография
В довоенные годы занимался плаванием, участвовал в заплывах на длинные дистанции. Был бронзовым призёром Всесоюзной спартакиады 1928 на 3000 метров вольным стилем. С 1937 года играл в водное поло за московское «Динамо». Дважды становился призёром чемпионата СССР.
В 1949 завершил карьеру и в 1952 возглавил «Динамо». Под его руководством клуб стал восьмикратным чемпионом страны и многократным призёром первенств.
В 1951 и с 1954 по 1963 год входил в тренерский штаб сборной СССР. Работал со сборной на Олимпийских играх 1956 и 1960 года, чемпионатах Европы 1958 и 1962 года. «Динамо» Малин возглавлял до 1973 года.
Похоронен на Донском кладбище в Москве, возле колумбария 17.

## Семья
Сын Малин Николай Николаевич (1933—1989) — заслуженный тренер СССР по водному поло, мастер спорта СССР (1955). Похоронен рядом с отцом.

## Награды
- Орден «Знак Почёта» (16.09.1960) — за успешные выступления в XVII летних и VIII зимних Олимпийских играх 1960 года, а также за выдающиеся спортивные достижения[4]
- Медаль «За трудовую доблесть» (27.04.1957) — «за успехи, достигнутые в деле развития массового физкультурного движения в стране, повышения мастерства советских спортсменов, и успешное выступление на международных соревнованиях»